# Janne Lundblad
Janne Lundbald, né le 11 avril 1877 à Linköping et mort le 24 novembre 1940 à Stockholm, est un cavalier suédois de dressage.

## Carrière
Janne Lundbald participe aux Jeux olympiques d'été de 1920 à Anvers et remporte la médaille d'or de l'épreuve individuelle de dressage sur son cheval Uno.
Il est aussi présent aux Jeux olympiques d'été de 1928 à Amsterdam sur sa monture Blackmar; quatrième en dressage individuel, il fait partie de l'équipe suédoise de dressage médaillée d'argent.